# Northfield (Vermont)
Northfield – miasto w Stanach Zjednoczonych, w stanie Vermont, w hrabstwie Washington.